# Білодід Олександр Іванович
Олекса́ндр (Олесь) Іва́нович Білоді́д (нар. 11 жовтня 1934, Харків — 6 квітня 2012, Київ) — український мовознавець. Доктор філологічних наук (1977). Професор (1981). Син академіка АН УРСР й АН СРСР Івана Білодіда.

## Життєпис
1957 року закінчив філологічний факультет Київського університету.
З 1960 працював у ньому (з 1963 — старший викладач, з 1987 — завідувач кафедри української мови, з 1992 по 1997 — завідувач кафедри історії української мови).
1964 року захистив кандидатську дисертацію «Питання становлення українського вокалізму в лінгвістичній інтерпретації О. О. Потебні», 1977 — докторську дисертацію «Грамматическая концепция А. А. Потебни в истории отечественного языкознания».

## Наукова діяльність
Білодіду належать праці з теорії та практики перекладу, історії фонетики української мови, теорії граматики, історії вітчизняного мовознавства:
- «Граматична концепція О. О. Потебні» (1977),
- «Київ та історія лінгвославістики» (1983, у співавторстві),
- «Послання до єпископів християнської церкви Марка Антонія Господневича (Де-Домініса)»,
- «Пам'ятки братських шкіл на Україні» (1988),
- «Про Миколу Макаренка» (1989).

Автор сценаріїв науково-популярних фільмів про Пересопницьке Євангеліє, Петра Могилу та ін.
Співукладач «Англо-російського словника з хімії» (ч. 1—2, 1994), укладач «Термінологічного посібника з хімії» (1996).

## Погляди
Написав післямову до книги Олеся Бузини «Вурдалак Тарас Шевченко», де сказано:

Поява книги Олеся Бузини — книги, спрямованої на розвінчання культу Шевченка, зняття його (не хочу вживати слово «повалення» — ми вже наповалювалися!) з п'єдесталу божка й повернення на нормальний людський рівень, знаменує собою певний етап у сфері особистої свободи, що реалізується у свободі думки та свободі слова.
…Хто ж такий Шевченко? Моторошно закомплексована маленька людина, що все життя страждала через свої еротичні невдачі, страхи, безпорадність й низьке походження. Звідси його нездатність до компромісів; самоіронії, що згладжує недосконалість буття, й паталогічна ненависть до дворянства, до «панів», незважаючи на те, що саме вони вивели його в люди.
Ні, бий їх, ріж, круши, топчи! Гостри сокиру, буди волю! Ці заклики радісно підхоплювали революційні фантасти, що мріють знести існуючий лад та дорватися до влади…
У повсякденному ж житті, як це переконливо доводить, спираючись на факти, Олесь Бузина, Тарас був далеко не подарунок — точнісінько, як й багато інших «генії». Недарма одна з його «наречених» боялася, що він закріпаче її гірше від пана. Тому євангельська рекомендація «не сотвори собі кумира» в нашому випадку актуальна, як ніколи…
Думалося: коли ж ми вийдемо на цей рівень, перестанемо вити про «долю» й «воріженьків», та піддамо нещадному аналізу наших допотопних одинозаврених ідолів.
Й перший крок на цьому шляху — книга Олеся Бузини. Нарешті!

## Виноски
1. ↑  Вурдалак Тарас Шевченко. Архів оригіналу за 30 жовтня 2010. Процитовано 18 грудня 2010.